# Montégut-en-Couserans
 Montégut-en-Couserans  es una población y comuna francesa, en la región de Mediodía-Pirineos, departamento de Ariège, en el distrito de Saint-Girons y cantón de Saint-Girons.

## Demografía
| 91 | 84 | 63 | 51 | 55 | 67 |
| Para los censos de 1962 a 1999 la población legal corresponde a la población sin duplicidades (Fuente: INSEE [Consultar]) |    |    |    |    |    |